# الور، عثمان‌آباد
الور، عثمان‌آباد (به انگلیسی: Alur, Osmanabad) یک منطقهٔ مسکونی در هند است که در مهاراشترا واقع شده‌است.

## خصوصیات
الور ۳۵٫۶۴ کیلومترمربع مساحت و ۷٬۹۳۱ نفر جمعیت دارد و ۴۵۸ متر بالاتر از سطح دریا واقع شده‌است.